# Constant Puyo
Émile Joachim Constant Puyo, né le 12 novembre 1857 à Morlaix et mort dans la même ville le 6 octobre 1933, est un photographe pictorialiste français.

## Biographie
Fils d'Edmond Gabriel Puyo, qui fut maire de Morlaix, et de Constance Le Bleis, Constant Puyo est élève de la promotion 1875 de l'École polytechnique. Il choisit de devenir officier de l'armée française dans l'artillerie. En dépit d'une carrière militaire exemplaire, il ne tarde pas à s'ennuyer et à s'adonner à la peinture et au dessin.

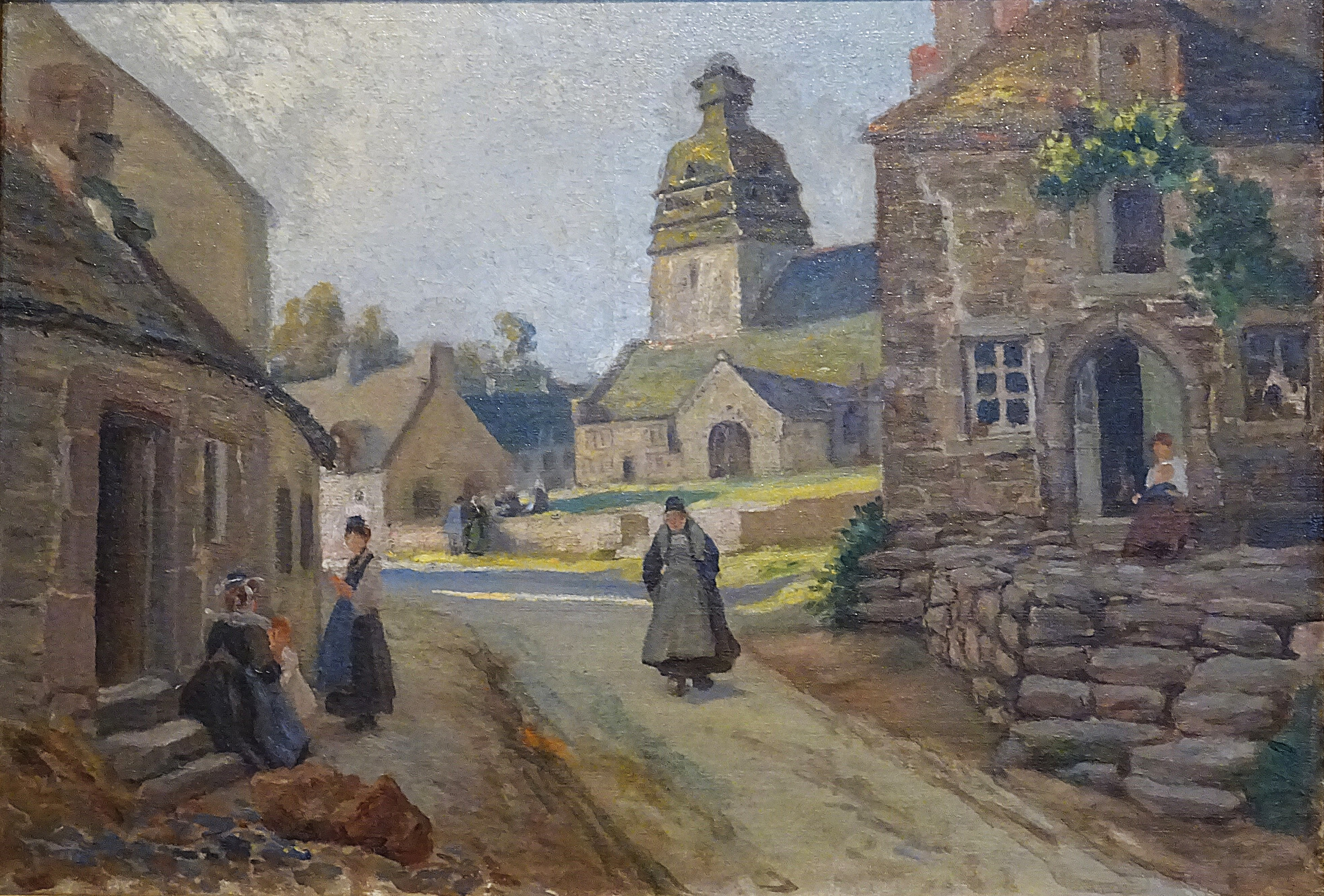
Constant Puyo : ːLe Bas-Faouët [ Le Faouët ] (huile sur toile, musée du Faouët, date inconnue).

Il participe aux campagnes d'Afrique de 1881 à 1883. Dans les années 1880, il se passionne pour la photographie et devient l'un des chefs de file du pictorialisme français aux côtés d'Émile Frechon et de Robert Demachy. Avec Jean Leclerc de Pulligny, il met au point un appareil photographique permettant de réaliser un flou artistique.
En 1894, il rejoint le Photo-club de Paris, fondé par Maurice Bucquet, dont il deviendra le président en 1921.
Il quitte l'armée en 1902 avec le grade de commandant pour se consacrer exclusivement à sa carrière de photographe. Son travail est publié, entre autres, dans la revue américaine Camera Work.

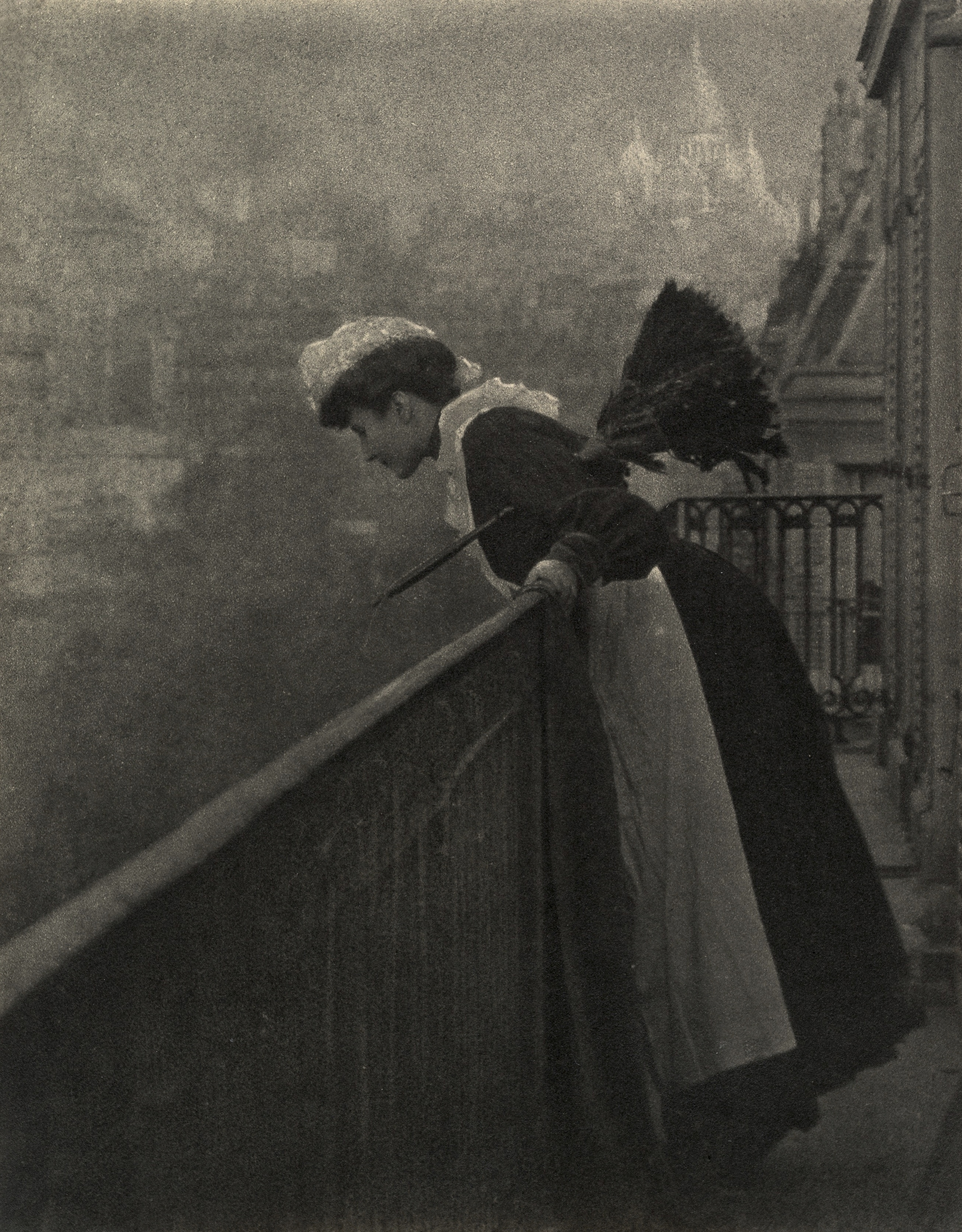
Montmartre (1906).
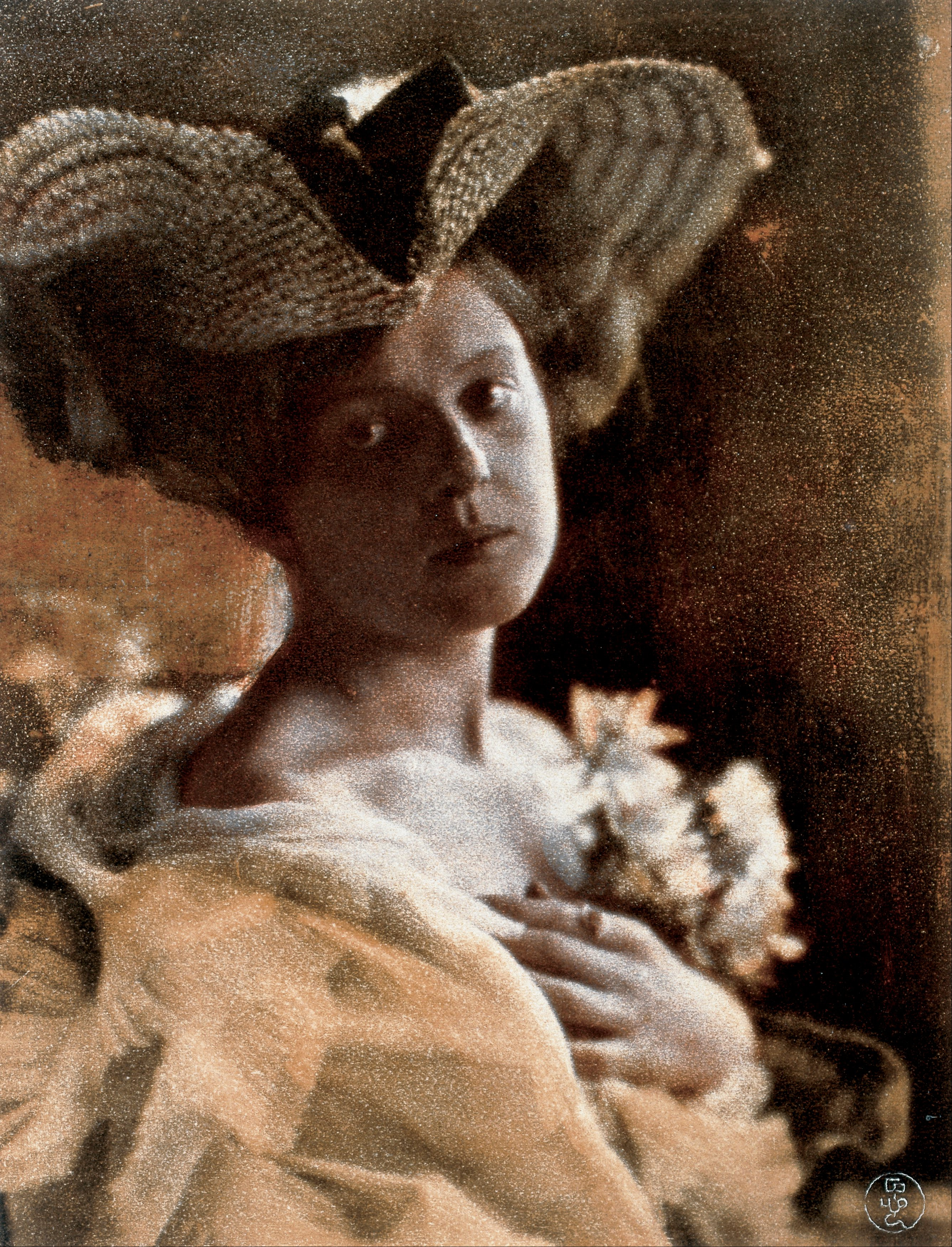
The straw hat (entre 1905 et 1910).

Il est inhumé à Saint-Martin-des-Champs, près de Morlaix.
Il était le cousin germain de Tristan Corbière.

## Distinctions
- Chevalier de la Légion d'honneur (1894)

## Publications
- Le procédé à la gomme bichromatée : Traité pratique et élémentaire à l'usage des commençants, Paris, Photo-club de Paris, 1904, 58 p..
- Les Procédés d'art en photographie, en collaboration avec Robert Demachy, Paris, Photo-club de Paris, 1906.
- Le Procédé Rawlins à l'huile, Paris, Photo-club de Paris, 1907, 62 p..
- avec Étienne Wallon : Pour les débutants, Paris, Photo-club de Paris, 1904.

Constant Puyo a également publié de nombreux articles dans la Revue française de photographie.

## Œuvres dans les collections publiques
- Chalon-sur-Saône, musée Nicéphore-Niépce.
- Charenton-le-Pont, Médiathèque de l'architecture et du patrimoine.
- Paris : Société française de photographie.

## Expositions
- 27 octobre – 24 décembre 1982 : Puyo et la révolte pictorialiste, Bibliothèque Forney, Paris, dans le cadre du Mois de la photo[2].
- 7 juillet - 29 septembre 1992 : La Bretagne de Constant Puyo, photographe 1857-1933, maître de l'école picturaliste, Musée de Bretagne, Rennes[3].
- 9 décembre 1994 - 31 mars 1995 : Constant Puyo, Musée Nicéphore-Niépce, Chalon-sur-Saône[4].
- 2005 : Paris Photo.
- 2007 : galerie Michèle Chomette, Paris.
- 2008 - 2009 : Constant Puyo (1857-1933)[5]
  - 5 décembre 2008 - 7 février 2009 : Constant Puyo (1857-1933), entre volonté d'art et intuition, Centre atlantique de la photographie, Brest.
  - 12 décembre 2008 - 9 mars 2009 : Constant Puyo (1857-1933), un idéaliste au temps de l'impressionnisme, Musée des Beaux-Arts, Morlaix.
  - 4 avril 2009 - 13 juin 2009 : Musée municipal, La Roche-sur-Yon.

## Galerie

Œuvres de Constant Puyo
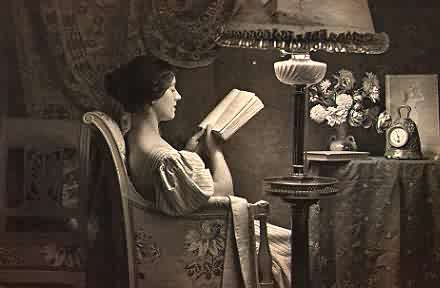
La Veillée, 1895.
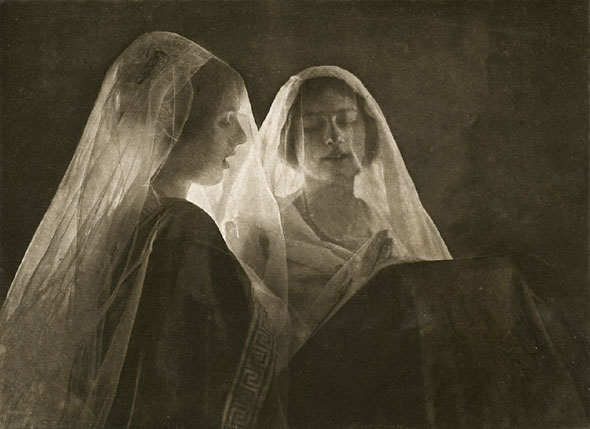
Femmes au voile, 1899.
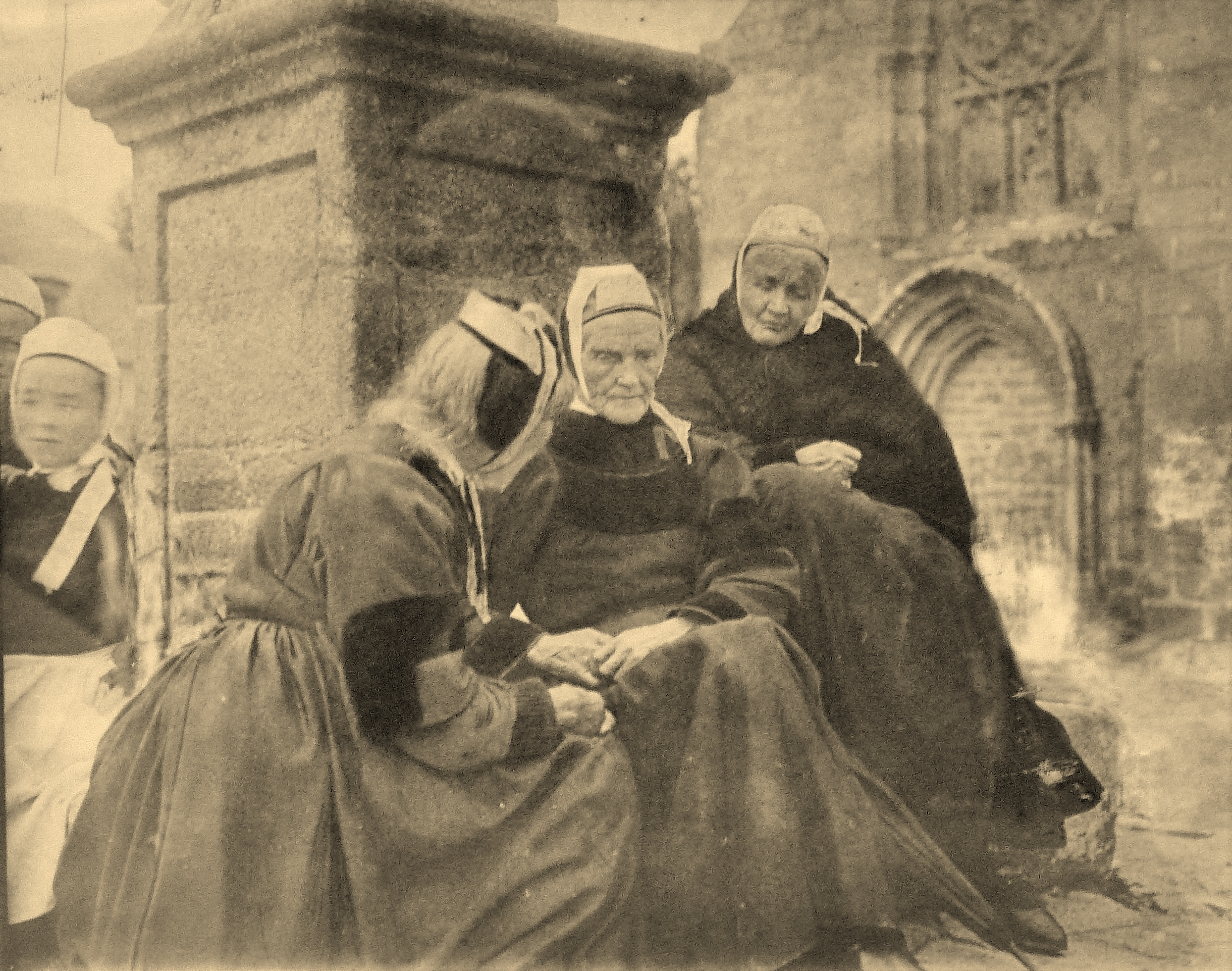
Après vêpres, Penmarc'h, 1907, Musée des Beaux-Arts de Morlaix.

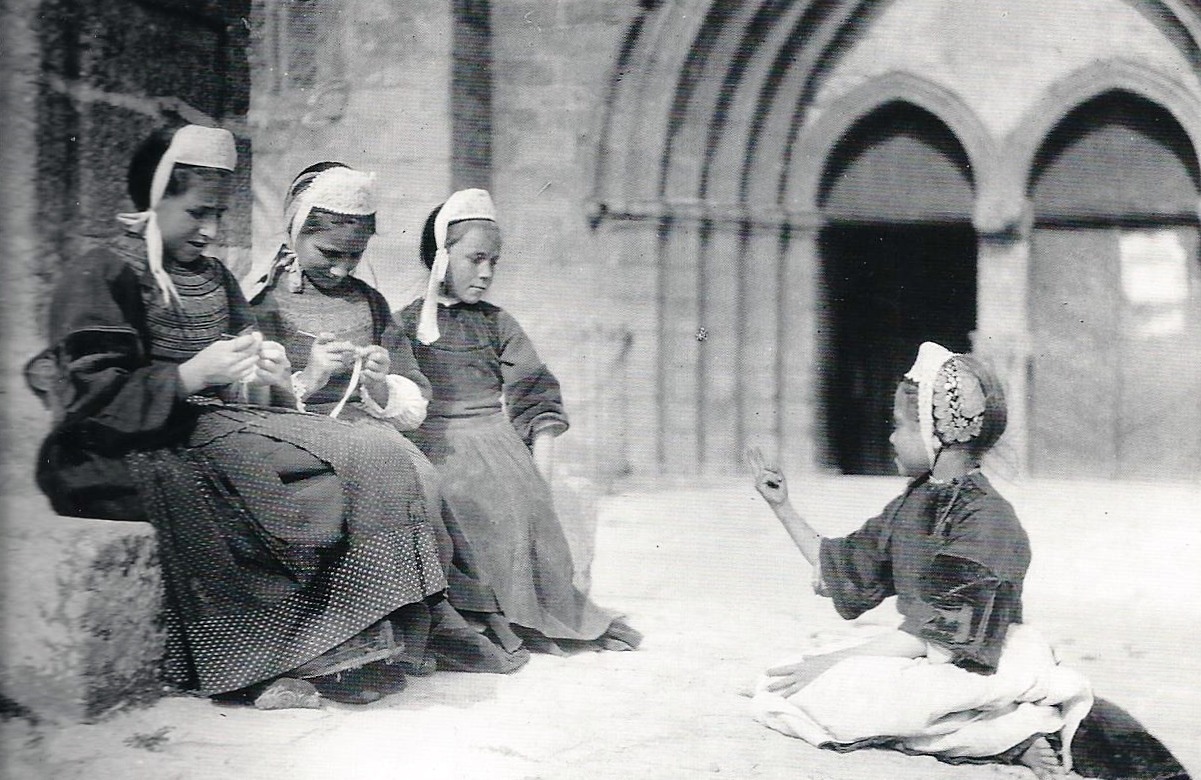
Fillettes faisant du crochet devant l'église des Carmes de Pont-l'Abbé, 1900, Musée de Bretagne, Rennes.
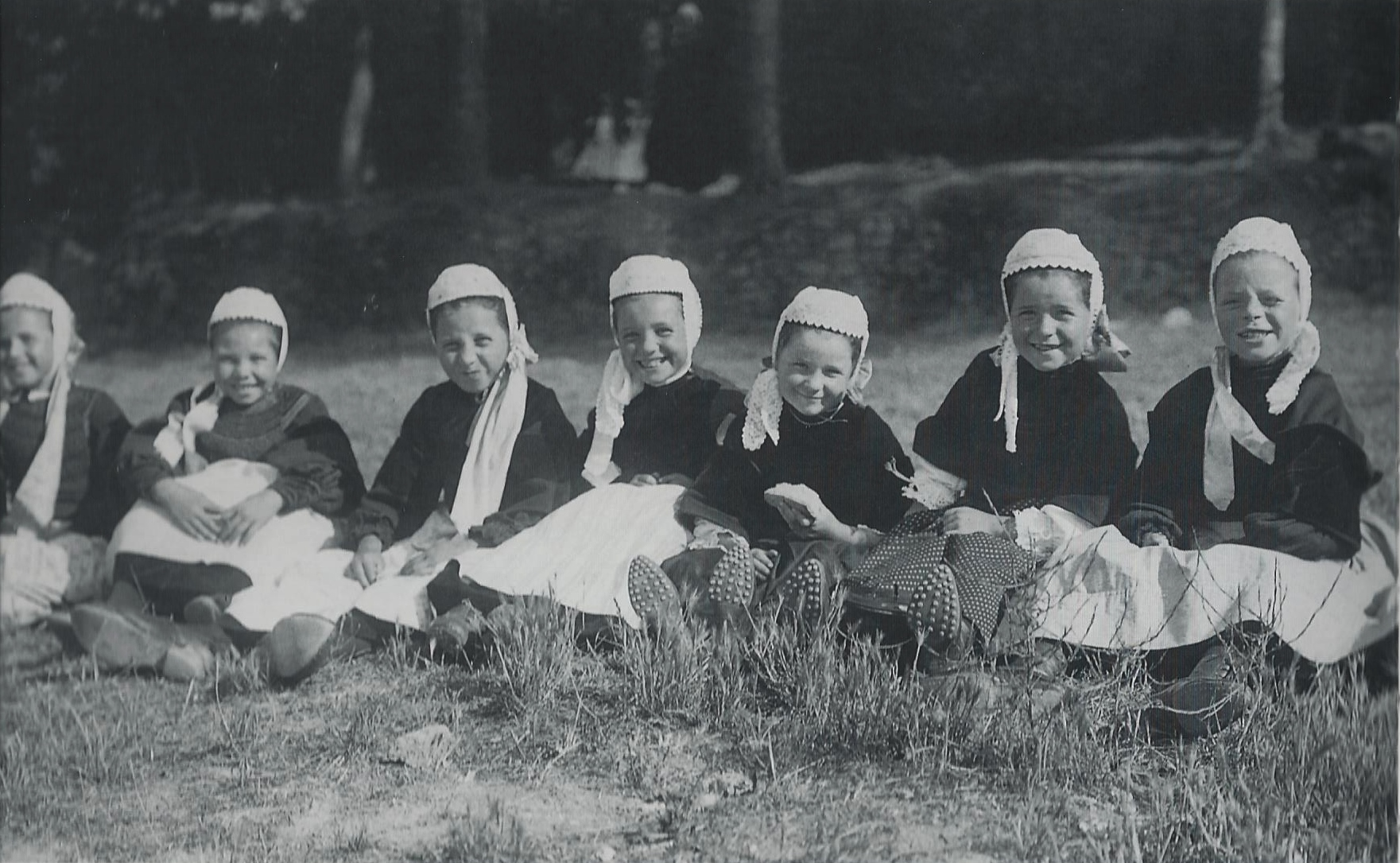
Fillettes de Pont-l'Abbé, 1900, Musée de Bretagne, Rennes.